# Erich Auerbach
Erich Auerbach (nascut el 9 de novembre de 1892 a Berlín, Imperi Alemany - mort el 13 d'octubre de 1957 a Wallingford, Connecticut) va ser un filòleg, crític literari i historiador de la literatura alemany d'origen jueu, nascut a Berlín, on va treballar a la Biblioteca Estatal Prussiana i fou professor de la Universitat de Marburg. Auerbach és àmpliament reconegut juntament amb Leo Spitzer com una de les figures fonamentals de la literatura comparada.
La seva obra filològica s'inscriu en la tradició alemanya d'acadèmics com Ernst Robert Curtius o Karl Vossler. Es va veure obligat a exiliar-se a Turquia el 1935 a causa del nazisme, on va treballar a la universitat. Posteriorment esdevingué ciutadà dels Estats Units, on fou professor de la Universitat Estatal de Pennsilvània, a la Universitat Yale i a l'Institute for Advanced Study. Fou director de la tesi doctoral de Fredric Jameson.

## Obra
És especialment reconegut per la seva obra monumental «Mimesi: la representació de la realitat a la literatura occidental», escrita entre el 1942 i el 1945 a Istanbul durant el seu exili turc, una història de la representació a la literatura occidental des de l'antiguitat fins a l'època moderna citada amb freqüència com un clàssic en l'estudi del realisme a la literatura, que abasta des d'Homer fins a Virginia Woolf. S'ocupa de les variacions del concepte de mimesi i la relació que manté amb els condicionants socials contingents a cada època.
A l'obra titulada Figura desenvolupa la seva recerca sobre el concepte medieval de figura, emprat ja per sant Agustí, i les tipologies del pensament de l'època. Una altra gran obra d'Auerbach és el seu estudi sobre Dante Alighieri titulat Dante, poeta del món terrenal, ja iniciat a Alemanya si bé publicat als Estats Units.